# Kazimierz Falewicz
Kazimierz Falewicz, ps. „Mścibór”, „Antoni”, „Pobóg”, „Suwalski”, „Czerwiński” (ur. 23 października 1898 w Wilnie, zm. 2 grudnia 1993 w Londynie) – major artylerii Wojska Polskiego, Armii Krajowej i Narodowych Sił Zbrojnych, kawaler Orderu Virtuti Militari.

## Życiorys
Urodził się 23 października 1898 w Wilnie, w rodzinie Jana Marcina, właściciela ziemskiego, posła i Marszałka Seniora Sejmu Litwy Środkowej, marszałka sejmiku wileńsko-trockiego, i Wandy z Prus-Węckowskich. Jego dziadkiem był powstaniec styczniowy Karol Feliks Falewicz. Stryjem był generał Wojciech Falewicz, a kuzynem pułkownik Tadeusz Falewicz. Uczył się w Szkole Handlowej w Petersburgu, gdzie w 1916 otrzymał świadectwo dojrzałości. Od stycznia do sierpnia 1917 szkolił się w Michajłowskiej Szkole Artylerii w Petersburgu. Następnie do lipca 1918 był oficerem I Korpusu Polskiego gen. Józefa Dowbora-Muśnickiego. Po powrocie do kraju od listopada 1918 służył jako ochotnik w Wojsku Polskim. Jako oficer 3. DAK brał udział w wojnie polsko-bolszewickiej. Od października 1922 do listopada 1923 był dowódcą 3. Baterii 3. DAK. W 1923 ukończył studia na Uniwersytecie Stefana Batorego w Wilnie. Od grudnia 1923 do 1927 służył w 5. DAK. Został awansowany do stopnia kapitana artylerii ze starszeństwem z dniem 1 lipca 1925. W styczniu 1928 przeniesiony został do Centrum Wyszkolenia Artylerii w Toruniu na stanowisko komendanta Szkoły Podoficerów Zawodowych Artylerii. W grudniu 1932 przeniesiony został do 20 pułku artylerii lekkiej w garnizonie Baranowicze. 27 czerwca 1935 został mianowany majorem ze starszeństwem z 1 stycznia 1935 roku i 21. lokatą w korpusie oficerów artylerii. Po awansie został wyznaczony na stanowisko dowódcy dywizjonu. W czerwcu 1936 został zastępcą dowódcy 4 dywizjonu artylerii konnej w Suwałkach. W czerwcu 1938 objął dowództwo II dywizjonu 4 pułku artylerii lekkiej w Inowrocławiu. Na tym samym stanowisku walczył w kampanii wrześniowej 1939. 16 września 1939, w czasie bitwy nad Bzurą został ciężko ranny - do listopada 1940 przebywał w szpitalach. Po wyjściu ze szpitala działał w konspiracji, od stycznia 1941 w ZWZ-AK.
W czerwcu 1944 roku został mianowany podpułkownikiem Narodowych Sił Zbrojnych oraz p.o. szefa sztabu Komendy Głównej NSZ. Wziął udział w powstaniu warszawskim, dowodził odcinkiem obrony zabudowań Politechniki w Zgrupowaniu Golskiego. Ranny 23 sierpnia, pełnił funkcję oficera do zleceń w sztabie podpułkownika „Topora” (Jacka Bętkowskiego). Po upadku powstania wyszedł z miasta wraz z ludnością cywilną i został osadzony w Pruszkowie. Był zastępcą komendanta okręgu poznańskiego AK.
W maju 1945 został aresztowany przez NKWD w Zabrzu. Po ucieczce z więzienia ukrywał się, a na początku 1946 wyjechał z kraju. Zginął 2 grudnia 1993 w wypadku samochodowym w Londynie.
Był mężem Salomei z Baranowskich, z którą miał córkę Wandę Teresę i syna Karola Jana Kazimierza.

## Ordery i odznaczenia
- Krzyż Srebrny Orderu Virtuti Militari[5]
- Krzyż Walecznych (15 września 1944)[10]
- Złoty Krzyż Zasługi (25 maja 1939)[11][5]
- Medal Zwycięstwa (Médaille Interalliée)